# Walter Zimmer (Politiker, 1945)

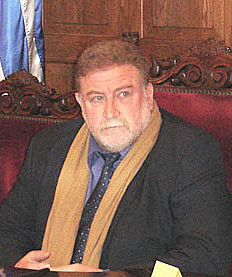
Walter Zimmer

Walter Zimmer González (* 28. Mai 1945 in Nueva Helvecia) ist ein uruguayischer Politiker und Arzt.

## Leben

### Ausbildung und beruflicher Werdegang
Zimmer wurde 1945 als Sohn des Kaufmanns Octavio Zimmer und der María Rosa González geboren. Seine Schulzeit verbrachte er zunächst an der Escuela Pública Nº 10 und anschließend am Gymnasium (Liceo) von Nueva Helvecia und dem Liceo "Daniel Armand Ugón" in Colonia Valdense. Es folgte ein Studium an der medizinischen Fakultät der Universidad de la República (UdelaR) mit einer Schwerpunktsetzung im Bereich der Chirurgie. Nach erfolgreichem Abschluss 1974 arbeitete er sodann als Mediziner im montevideanischen Hospital Pasteur. 1979 schließlich erreichte er auch das Ziel seiner chirurgischen und endoskopischen Spezialisierung. Am 14. Juni 1979 ließ er sich sodann in Colonia nieder und arbeitete in der Folgezeit als Mediziner in unterschiedlichen Bereichen. Schließlich wurde er Vorsitzender der Asociación Médica de Colonia. Er gehört außerdem dem wissenschaftlichen Beirat (Comité Científico) der Gesellschaft für Chirurgie (Sociedad de Cirugía) an. 

### Privates
Am 20. Dezember 1974 heiratete er die Kinderärztin und Neonatologin Myrna Vergara. Aus dieser Ehe stammen die drei gemeinsamen Töchter Karen, Erika und Kirsten. Zudem ist er dreifacher Großvater der Enkel Sofía, Anika und Bruno.

### Politische Laufbahn
Seine politischen Aktivitäten begannen bereits in den 1960er Jahren. Zimmer ist Mitglied der Partido Nacional. Innerhalb dieser trat er zunächst mit der Lista 1904 auf kommunaler Ebene bei der Wahl zur Junta Departamental im Departamento Colonia an und übte anschließend eine Zeitlang das Amt des Sekretärs für Soziales auf departamentaler Ebene aus. Bei den Kommunalwahlen des Jahres 2005 war er sodann der Spitzenkandidat der Lista 19 und konnte die Wahl zu seinen Gunsten entscheiden, so dass er seit 2005 Intendente von Colonia ist. Am 9. Mai 2010 wurde er bei den Kommunalwahlen für eine weitere Amtszeit bis 2015 im Amt bestätigt.
Am 28. März 2014 wurde er in einem von der Richterin Virginia Ginares in Colonia geführten Verfahren wegen Amtsmissbrauchs angeklagt, in dem eine Gefängnisstrafe im Raum steht. Dem Verfahren liegen Unregelmäßigkeiten bei der Wiederzulassung von Fahrzeugen im Jahr 2008 zugrunde. Mitangeklagt ist der Direktor der Finanzabteilung des Departamentos José Aunchaín, dem neben Amtsmissbrauch auch Urkundenfälschung vorgeworfen wird.